# Panorpa tsunekatanus
Panorpa tsunekatanus är en näbbsländeart som beskrevs av Syuti Issiki 1929. Panorpa tsunekatanus ingår i släktet Panorpa och familjen skorpionsländor. Inga underarter finns listade i Catalogue of Life.